# همبالا جاياسوريا
همبالا جاياسوريا (مواليد 1930) هو ملاكم سريلانكي، مثّل بلاده في الألعاب الأولمبية الصيفية 1956.

## روابط خارجية
همبالا جاياسوريا على موقع أوليمبيديا (الإنجليزية)